# Альбрехт III (герцог Саксонії)
Альбрехт Хоробрий, також Альбрехт Сміливий, Альбрехт Мужній (нім. Albrecht der Beherzte, («Animosus»); 31 липня 1443, Грімма — 12 вересня 1500, Емден) — герцог Саксонії, губернатор Фризії та засновник Альбертинської лінії Веттінів. Як маркграфа Майсенського його також називають Альбрехт III.

## Біографія
Молодший син курфюрста Фрідріха II Лагідного та Маргарити Австрійської. Народився 31 липня 1443 в замку в Гріммі.
У 1455 році, у віці 12 років він разом з братом Ернестом був викрадений із замку Альтенбург.
Частину молодості він провів при дворі імператора Фрідріха III в Відні.
11 листопада 1459 у Хебі з великою пишністю відбулося одруження Альбрехта з Сидонією, 9-річною дочкою богемського короля Георга Подебрада, прихильника гуситів, але шлюб цей був здійснений лише після смерті його батька.
7 вересня 1464 помер його батько, і Альбрехт разом з братом Ернестом, який отримав звання курфюрста, розпочали спільне правління.
У 1466 році брати завоювали у Генріха II, колишнього бургграфа майсенського, місто і замок Плауен. В 1471 вони разом почали будівництво нової резиденції в Майсені, яка з 1676 була названа на честь Альбрехта Альбрехтсбург.
Коли ж їх володіння збільшилися ще й родовими тюрингськими землями, що дісталися їм у 1482 році у спадщину від дядька Вільгельма III, це привело до розділу родових саксонських володінь і до поділу їхнього роду на лінію Ернестинську та Альбертинську. За Лейпцизьким договором, укладеним 26 серпня 1485, Альбрехт, як молодший син, який мав за старовинними законами право вибору, узяв собі так звану майсенську частину.
За звання «маршала і могутнього прапороносця» він допомагав імператору Фрідріху III в його війні з Карлом Сміливим; в 1476 році вирушив на прощу до Єрусалима, а після повернення звідти виступив посередником в переговорах імператора з королем Угорщини Матяшем Корвіном і згодом командував військами імператора у війні з Корвіном, але через брак коштів був змушений укласти в 1487 році вкрай невигідний Маркесдорфський договір.
Незабаром після цього, залишивши в Саксонії своїм заступником свого сина Георга, він поспішив до Нідерландів, щоб звільнити Максиміліана I, взятого в полон обивателями міста Брюгге в 1488 році. Прийнявши там начальство над імперським військом, він воював з Нідерландами кілька років з малими проміжками.
На Фрейбургському сеймі він отримав в 1498 році спадкове намісництво у Фрисландії.
Альбрехт помер 12 вересня 1500 в Емдені. За заповітом, написаним ним в Маастрихті в 1499 році, він надав управління майсенськими володіннями старшому синові, Георгу, а Генріха затвердив спадковим штатгальтером Фрисландії, забезпечивши таким чином в Альбертинській лінії успадкування за старшим у роді.
8 листопада 1876 в Майсені відбулося відкриття пам'ятника Альбрехту.

## Родина
Дружина — Сидонія Богемська (1449–1510)
Діти:
- Катаріна Саксонська (1468—1524), 1 шлюб — з 1484 одружена з Сигізмундом Тірольським, з 1497 одружена з герцогом Еріхом I Брауншвейг-Каленбергським
- Георг Багатий (1471—1539)
- Генріх V (1473—1541), герцог Саксонський з 1539
- Фрідріх (1474—1510), гросмейстер Тевтонського ордена в Пруссії з 1498
- Анна (1478—1479)
- Людвіг (1481)
- Йоганн (1484)
- Йоганн (1489)